# ريبورن (ألبوم)
ريبورن (بالإنجليزية: Reborn)‏ هو ألبوم موسيقي لفرقة إيرا طرح في سنة 2008 واحتوى على تسع أعمال. إحتل الألبوم المراكز العشرة الأولى في عدة دول من فرنسا و بلجيكا.

## الأعمال
1. ريبورن
2. برايرس
3. دارك فويسس
4. كوم إنتو ماي وورلد
5. سينيفوني ديو
6. كيليماندجارو
7. ثاوسند ووردس
8. أفتر ثاوسند ووردس
9. لاست سونغ

## روابط خارجية
- ريبورن على موقع أول موفي (الإنجليزية)